# Enigma della camera chiusa
Con la locuzione enigma della camera chiusa o mistero della camera chiusa viene indicata una particolare varietà di romanzo o racconto giallo in cui l'indagine si svolge intorno a un delitto compiuto in circostanze apparentemente impossibili come quello scoperto in una camera chiusa dall'interno.

## Caratteristiche
Il fulcro di questo sottogenere non è quello classico del poliziesco, cioè scoprire il responsabile, bensì scoprire come il crimine sia stato commesso. Invariabilmente la prima impressione degli investigatori coinvolti nell'indagine è che il criminale sia svanito nel nulla. Il bisogno di una spiegazione razionale per il crimine è ciò che spinge il protagonista a guardare oltre le apparenze e a risolvere il puzzle: al protagonista della storia sono normalmente presentati l'enigma e tutti gli indizi e il lettore stesso è incoraggiato a risolvere il mistero prima che la soluzione sia rivelata in un epilogo plateale. Nella sua essenza l'enigma consiste nel fatto che un delitto di qualsiasi genere, non necessariamente un omicidio, sia avvenuto all'interno di una stanza chiusa ermeticamente e nelle varianti più complesse anche guardata a vista da una o più persone degne di fiducia. Non sono da considerarsi veri e propri enigmi della camera chiusa quelli la cui soluzione si basa su passaggi segreti.

## Storia del genere
Nonostante il genere mistero o investigativo non sia stato stabilito fino al XIX secolo, ci sono autorevoli predecessori in alcuni scritti antichi. Il primo esempio di enigma della camera chiusa è comunemente ritenuto il racconto di Edgar Allan Poe I delitti della Rue Morgue (1841), anche se cronologicamente questo titolo andrebbe attribuito al racconto Passage in the Secret History of an Irish Countess (1839), di Joseph Sheridan Le Fanu, poi ampliato dall'autore nel romanzo Uncle Silas (1851).
Sull'ingegnoso tema negli anni si sono cimentati numerosi scrittori: in particolare Gilbert Keith Chesterton, S. S. Van Dine (pseudonimo di Willard Huntington Wright), Edgar Wallace (L'enigma dello spillo), Ellery Queen (La porta chiusa), John Dickson Carr (Le tre bare), Charles Daly King, Clayton Rawson, Anthony Berkeley (Delitto a porte chiuse), Agatha Christie (Dieci piccoli indiani), Hake Talbot (L'orlo dell'abisso, 1944), Edmund Crispin, Sir Arthur Conan Doyle (La banda maculata e L'avventura del piede del diavolo, contenuto nella raccolta L'ultimo saluto di Sherlock Holmes del 1917, e già pubblicato su The Strand Magazine nel 1910), Edward D. Hoch, i francesi Pierre Boileau e Paul Halter e i giapponesi Sōji Shimada e Gōshō Aoyama autore della famosa serie a fumetti Detective Conan.
Il primo romanzo centrato sul mistero della camera chiusa, a parte il già citato Uncle Silas in cui comunque esso rappresenta un aspetto marginale, è considerato Il grande mistero di Bow (1892) di Israel Zangwill. Paradossalmente, malgrado l'apparente difficoltà di creare un meccanismo che sia allo stesso tempo verosimile e convincente, la bibliografia della camera chiusa è sterminata: il volume Locked Room Murders and Other Impossible Crimes: A Comprehensive Bibliography, compilato dallo studioso Robert Adey raccoglie oltre 2000 tra romanzi e racconti che hanno affrontato il genere, molti dei quali con risultati straordinari.
Tra i capolavori della camera chiusa spiccano i romanzi Il mistero della camera gialla di Gaston Leroux e il romanzo Le tre bare di John Dickson Carr. Quest'ultimo contiene anche, in un suo lungo capitolo, quella che ancor oggi rappresenta la più approfondita trattazione teorica sull'argomento, ripresa e ampliata da Clayton Rawson nel suo Death from a Top Hat (1938) e dal misconosciuto, ma geniale Derek Smith in L'enigma della stanza impenetrabile (1953). Tra gli italiani c'è Il terno di San Gennaro di Massimo Siviero, e Lucio Schina nel suo ultimo Con gli occhi della vittima.

## Autori
John Dickson Carr, Hake Talbot, Clayton Rawson, Anthony Boucher, C. Daly King e Edmund Crispin. Ann Radcliffe, antesignana del genere giallo e maggiore rappresentante del romanzo nero, con il romanzo I misteri di Udolpho anticipò per certi versi l'enigma della camera chiusa.

## Varianti
Esistono in letteratura anche esempi di enigmi della camera chiusa che si svolgono all'aperto, come nel caso di Dieci piccoli indiani di Agatha Christie e Uomini che odiano le donne di Stieg Larsson, dove la stanza chiusa è in realtà una piccola isola.
Un'altra variante si può leggere in Assassinio sull'Orient Express di Agatha Christie, Sangue al priorato di John Dickson Carr e ne Il detective Kindaichi di Seishi Yokomizo, in cui i delitti impossibili avvengono in luoghi circondati dalla neve e le uniche impronte sono di chi è entrato, non essendoci impronte di chi è uscito.